# ベスレヘム (ペンシルベニア州)
ベスレヘム（Bethlehem）は、アメリカ合衆国ペンシルベニア州東部に位置する都市。人口は7万5781人（2020年）。州第3の都市アレンタウンの東に隣接し、市域はリーハイ郡とノーサンプトン郡にまたがる。アレンタウンやイーストンと共にリーハイ・バレーと呼ばれる都市圏を形成している。
ベスレヘムは1741年にモラヴィア兄弟団によって創設され、初期は同教会の宗教都市として発展した。やがて1857年にベスレヘム・スチールが創立すると、ベスレヘムは同社の企業城下町として成長した。しかし1970年代に入ると、全米的な製鉄業の衰退によって同社の業績は悪化し、市の成長も止まった。2001年にベスレヘム・スチールが倒産した後、かつての巨大製鉄工場は取り壊され、その跡地は2009年にカジノリゾートとして生まれ変わった。
ベスレヘムは「クリスマスの街（Christmas City）」と呼ばれている。市の南に連なるサウス・マウンテンには「ベスレヘムの星」と呼ばれる鉄のフレームでできた星が飾られており、ベスレヘムのシンボルになっている。また、ベスレヘムはリーハイ大学およびモラヴィアン大学がキャンパスを置く大学町でもある。

## 歴史

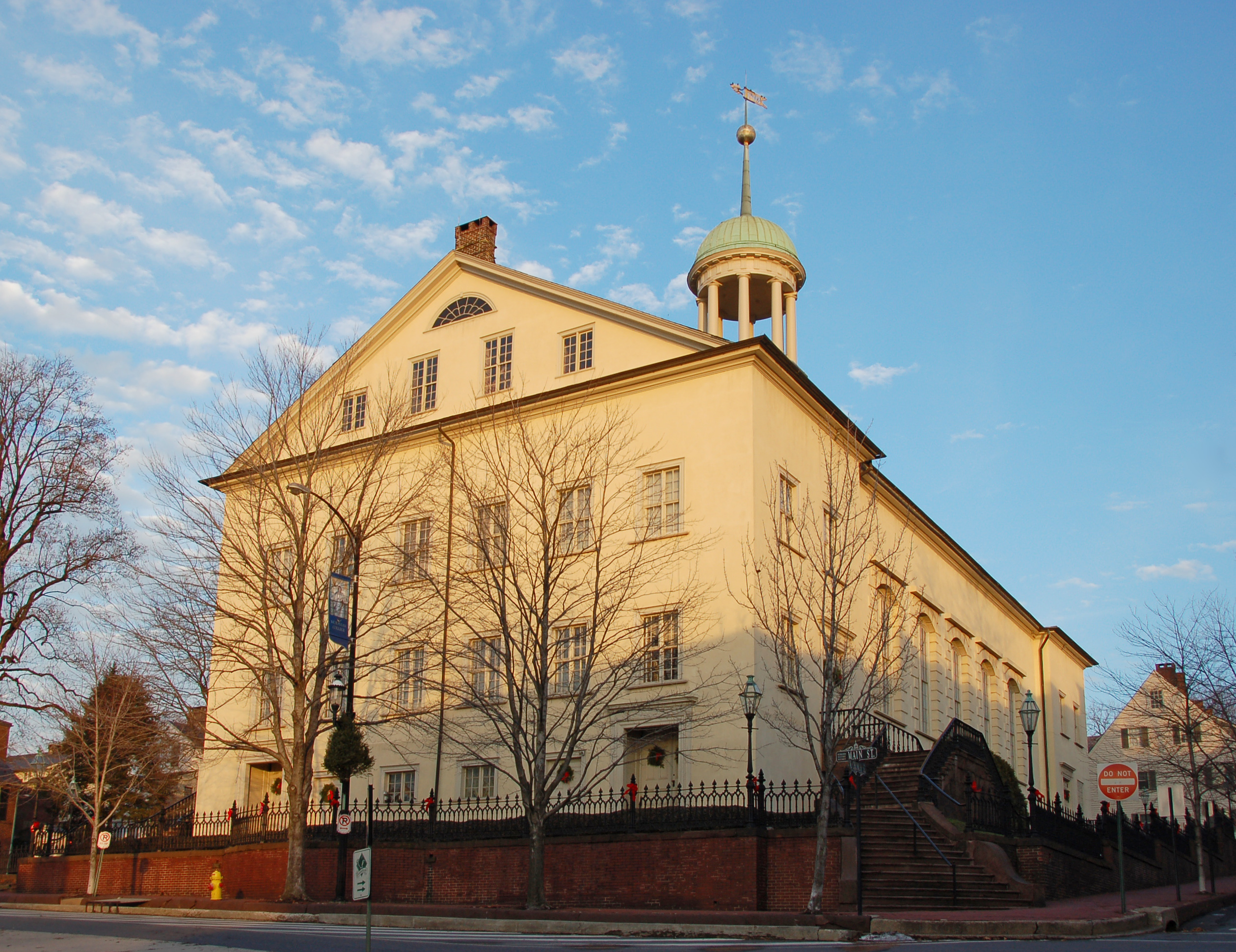
モラヴィア兄弟団のベスレヘム教会堂

1741年のクリスマス・イヴ、モラヴィア兄弟団の監督ニコラウス・フォン・ツィンツェンドルフと司教ダーフィト・ニッチュマンは少数の教会員を率いてこの地に入植し、リーハイ川とモノカシー・クリークのほとりにベスレヘムを建設した。入植地の名はイエス・キリストが生誕したとされるユダの町ベツレヘムからつけられた。翌1742年には、モラヴィア兄弟団はベスレヘム女学校（現在のモラヴィアン大学）を創設した。ベスレヘムの村は順調に栄え、やがて1845年にノーサンプトン郡の正式な町となった。1848年には教会会議により、北米モラヴィア兄弟団は南北の2管区に分けられ、北部管区の本部がベスレヘムに置かれた。1850年代までは、モラヴィア兄弟団が創設した多くの都市同様に、教会が全ての資産を所有していたため、ベスレヘムの町には教会員以外は住むことを許可されなかった。モラヴィア兄弟団関連の歴史的建築物の多くはこの時期に建てられた。
しかし、1857年にベスレヘム・スチールが創業すると、ベスレヘムは一転、同社の企業城下町、鉄鋼の町として労働者を集めた。リーハイ・バレーの地の利に加えて鉄鋼技術者にも恵まれたベスレヘム・スチールは成長し、全盛期にはUSスチールに次ぐ全米第2の製鉄会社になった。1880年代中盤までは、同社は主に鉄道の軌道や弾丸などを生産していたが、やがて装甲や軍艦も専門の子会社を設立して生産していくようになった。第一次世界大戦および第二次世界大戦の最中にあっては、同社は労働者を大量に雇用して装甲をはじめとする様々な軍需品を生産し、市に人口、経済の両面で急成長をもたらした。また、1910年代から1920年代にかけては、同社は主にイギリス人選手を起用したベスレヘム・スチールFCというサッカーチームも所有していた。ベスレヘム・スチールFCは1930年に解散するまでの間にアメリカン・カップで6度、USオープンカップで5度の優勝を飾り、スウェーデンにも遠征するなど、ベスレヘムの名を内外に知らしめていた。
しかし1970年代以降、日本などからの高品質・安価な輸入鉄鋼に押され、全米規模で製鉄業が衰退の一途をたどるようになると、ベスレヘム・スチールの業績もそのあおりを受けて悪化し、市の成長も止まった。同社は2001年に倒産し、144年の歴史に幕を閉じた。倒産の翌々年、2003年には、ベスレヘム・スチールの資産は分割され、インターナショナル・スチール・グループに売却された。工場は2007年に取り壊され、その跡地にはラスベガス・サンズの運営するカジノリゾート、サンズ・カジノ・リゾート・ベスレヘムが建設された。このカジノリゾートは2009年5月22日に開店した。

## 地理

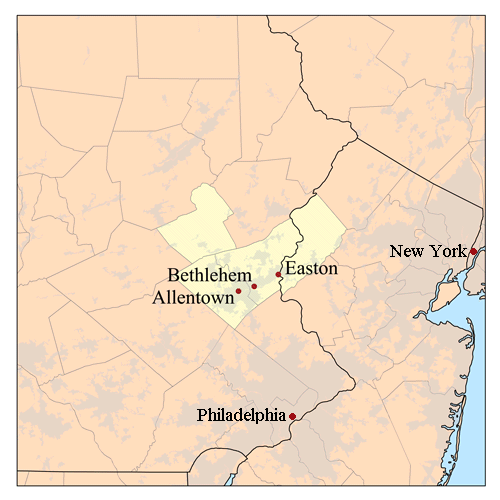
リーハイ・バレーとベスレヘムの位置

ベスレヘムは北緯40度37分34秒 西経75度22分32秒 / 北緯40.62611度 西経75.37556度に位置している。市はアレンタウンに隣接し、フィラデルフィアからは北へ約95km、ニューヨークからは西へ約125kmに位置する。市の標高は110mである。
アメリカ合衆国統計局によると、ベスレヘム市は総面積50.3km²（19.4mi²）である。そのうち49.9km²（19.3mi²）が陸地で0.4km²（0.2mi²）が水域である。総面積の0.88%が水域となっている。市域はリーハイ郡とノーサンプトン郡にまたがっている。アレンタウンやイーストンと共に形成している、リーハイ・バレーと呼ばれる都市圏（正式名称: アレンタウン・ベスレヘム・イーストン都市圏）はリーハイ郡とノーサンプトン郡のほか、カーボン郡およびニュージャージー州ウォーレン郡の4郡にまたがっている。

### 気候
ベスレヘムの気候は蒸し暑い夏と温暖な春・秋、寒い冬に特徴付けられる、四季のはっきりした気候である。降水量は1年を通して平均的にある。夏には雷雨が、また冬には降雪が見られる。ケッペンの気候区分では、ベスレヘムは温暖湿潤気候（Cfa）に属するが、沿岸のフィラデルフィアやニューヨークに比較すると、冬の寒さはやや厳しく、実際には亜寒帯湿潤気候に近い。

### 都市概観
ベスレヘムはセンター・シティ、ウェスト・サイド、イースト・サイド、サウス・サイドの4つの地域に大別される。センター・シティはその名が示す通りベスレヘムの中心になっている地域で、リーハイ川以北、郡境となっているモノカシー・クリーク以東、ステフコ大通り以西の地域である。ウェスト・サイドはモノカシー・クリーク以西、アレンタウンとの市境までで、4つの地域の中で唯一リーハイ郡に属している。イースト・サイドにはステフコ大通り以東の地域、およびペンブローク・ビレッジ歴史地区が含まれる。ペンブローク・ビレッジは、もともとは第一次世界大戦中にベスレヘム・スチールに雇われた労働者を住まわせるために1918年に開発された住宅地で、1988年に国家歴史登録財に登録された。リーハイ川以南の地域はすべてサウス・サイドとされている。サウス・サイドには貧しい住民が多く、家屋も古いものが多い。市の南端にはリーハイ大学のキャンパスが広がっている。

## 政治
ベスレヘムは市長制を採っている。市議会は7人の議員からなっており、そのうちの1人が市議会議長を務める。残りの6名はそれぞれ市議会議長の任命により、コミュニティ・経済開発、財務、人的資源・環境、公園・公共資産、公共安全、公共事業の各委員会の長となる。市は選挙区に分けられておらず、7人全員が全市からの投票で選出される。市議員の任期は4年である。
連邦議会下院議員選挙においては、ベスレヘムはアレンタウンやイーストンなどと共に、ペンシルベニア第15選挙区に属している。この選挙区では、1950年代から1970年代にかけては民主党の勢力が強かったが、1980年代以降は共和党が優勢になっている。

## 交通
ベスレヘムに最も近い商業空港は市の中心部から北西へ約6kmに立地するリーハイ・バレー国際空港（IATA: ABE）である。この空港にはデルタ航空、アメリカン航空、ユナイテッド航空、およびUSエアウェイズがそれぞれハブ空港からの便を発着させているほか、エア・カナダによるトロントからの便も就航している。また、コンチネンタル航空は地元バス会社トランス・ブリッジ・ラインズと提携し、同社のハブ空港であるニューアーク・リバティー国際空港とリーハイ・バレー国際空港とを結ぶバスの便を運行している。
州間高速道路I-78はアレンタウン、ベスレヘム、イーストンの南をバイパスしている。I-78はフィラデルフィアを通らずにニューヨークとハリスバーグを結ぶ短絡路としての役割を果たしている高速道路である。一方、リーハイ・バレーでは高速道路規格になっている国道22号線は、リーハイ・バレー国際空港の横を通り、アレンタウン、ベスレヘム、イーストンの3都市をダイレクトに結んでいる。アレンタウンの西でこれらの高速道路と交わるI-76の支線、I-476は州東部を南北に縦断し、フィラデルフィア、リーハイ・バレー、ワイオミング・バレーを結んでいる。
リーハイ・アンド・ノーサンプトン交通局（LANTA）は、アレンタウン、ベスレヘム、イーストンの3都市における公共交通機関となる26系統の路線バス網を運営している。このうち11系統がベスレヘムを通っている。

## 教育
ベスレヘムには2つの大学がキャンパスを置いている。リーハイ大学は市の南端、サウス・マウンテンの斜面に1,600エーカー（約6.47km²）のキャンパスを構えている。同学は1865年創立の私立総合大学で、工学・応用理学部、文理学部、経営・経済学部、教育学部の4つの学部を有し、学部生約4,800人、大学院生約2,100人を抱えている。同学はUSニューズ&ワールド・レポートの大学ランキングでは、全米の総合大学の中で常に上位50位以内に入り、ペンシルベニア州の総合大学としてはペンシルベニア大学、カーネギーメロン大学に次ぐ高い評価を受けている。またスポーツにおいては、同学はNCAAのディビジョンIに属するパトリオット・リーグに所属し、25種目で競っている。特にフットボールにおいては、イーストンにあるラファイエット大学との間に1884年から続く、全米の大学間で最長のライバル関係を築いている。
モラヴィアン大学はセンター・シティにキャンパスを構えている。同学はモラヴィア兄弟団系のリベラル・アーツ・カレッジで、その歴史は1742年にさかのぼる、全米で6番目に長い歴史を持つ伝統校である。同学には約1,500人の学生が在学している。USニューズ&ワールド・レポートの大学ランキングでは、同学は全米のリベラル・アーツ・カレッジの中で130位前後に入る評価を受けている。また、同学は修士の学位を授与する神学校を併設している。
ベスレヘムにおけるK-12課程はベスレヘム地域学区の管轄下にある公立学校によって支えられている。同学区は就学前教育校1校、小学校（幼稚園児・1-5年生）17校、中学校（6-8年生）4校、高校（9-12年生）2校を運営している。また、ベスレヘムには芸術教育に特化したチャーター・スクール、リーハイ・バレー芸術高校も置かれている。同校はオーディションで選抜された9-12年生の生徒に対し、学業と並行して美術、声楽、器楽、ダンス、演劇、およびフィギュアスケートのプログラムを提供している。このほか、ベスレヘムにはカトリック系のベスレヘム・カトリック高校と、就学前から12年生までの小中高一貫教育を行うモラヴィア兄弟団系のモラヴィアン・アカデミーの2校の私立学校が置かれている。

## 人口推移
以下にベスレヘム市における1850年から2010年までの人口推移をグラフおよび表で示す。
| 統計年 | 人口     |
| ------ | -------- |
| 1850年 | 1,516人  |
| 1860年 | 2,866人  |
| 1870年 | 4,512人  |
| 1880年 | 5,193人  |
| 1890年 | 6,762人  |
| 1900年 | 7,293人  |
| 1910年 | 12,837人 |
| 1920年 | 50,358人 |
| 1930年 | 57,892人 |
| 1940年 | 58,490人 |
| 1950年 | 66,340人 |
| 1960年 | 75,408人 |
| 1970年 | 72,686人 |
| 1980年 | 70,419人 |
| 1990年 | 71,428人 |
| 2000年 | 71,329人 |
| 2010年 | 74,982人 |

## 著名な出身者
主要記事：w:List of people from the Lehigh Valley
- ザック・マコウスキー - 総合格闘家。元Bellator FCバンタム級王者。
- マイケル・アンドレッティ - 元レーシングドライバー。1991年CARTチャンピオン。アンドレッティ・オートスポーツオーナー。
- ジョナサン・テイラー・トーマス - 俳優。純潔運動家・プロライフ運動家。

## 姉妹都市
ベスレヘムは以下5都市と姉妹都市提携を結んでいる。
- シュヴェービッシュ・グミュント（ドイツ）
- 富田林市（日本・大阪府）
- ムルスカ・ソボタ（スロベニア）
- フォイアーノ・ディ・ヴァル・フォルトーレ（イタリア）
- コルフ（ギリシャ）